# Rott Andor
Rott Andor (Budapest, 1897. június 14. - Antwerpen, 1981. június 25.) vegyészmérnök, feltaláló.

## Élete
A budapesti Műegyetemen megkezdett tanulmányait a breslaui (Wrocław) Technische Hochschule-n (ma: Politechnika Wrocławska) fejezte be 1923-ban. Az egyetem után a budapesti Continental Filmgyár mérnöke lett. A belga fotóanyaggyár tulajdonosa, Lieven Gevaert (1868–1935) meghívására 1926-tól a Gevaert-cégnél (Gevaert Photo-Producten N.V.) dolgozott osztályvezetőként 1962-ig.

## Munkássága
Legjelentősebb találmánya az 1939-ben szabadalmaztatott közvetlen pozitív fényképkészítés, a DTR (Diffusion Transfer Reversal, a diffúziós megfordító átvitel) volt. A DTR eljárásnál a lefényképezett felület vagy tárgy rögtön pozitív, azaz az eredeti sötét és világos árnyalatainak megfelelő képként jelentkezik. A kép kidolgozásánál a fixír és a hívóanyag egyidejűleg van jelen, és ezek azonnal kölcsönhatásba lépnek.
Két évvel később, 1941-ben hasonló módszer szabadalmát nyújtotta be az AGFA cég vegyészmérnöke, Edith Weyde (1901–1989). Az általa kifejlesztett DTR eljárást az úgynevezett Copyrapid irodai másolókban használták.
A Gevaert-cég és Rott elsőbbségét mutatja azonban az a tény, hogy az új fotópapírt Transargo elnevezéssel már 1940-ben forgalmazták.
A két cég versengésének végül is az AGFA-GEVAERT egyesülése vetett véget. Rott Andor a DTR-eljárást a Sciences et Industries Photographiques 1942-es évfolyamában megjelent Un nouveau principe de linversion: linversion-transfert par diffusion című tanulmányában mutatta be.
Ugyancsak Rott ötletéből származott az amerikai Edwin Herbert Land (1909–1991) Polaroid néven ismert, 1944-ben szabadalmaztatott ún. „rögtönfénykép” módszere is. E gépeknél a felvétel után néhány percen belül kihúzhatjuk a már kész, pozitív fényképet.
Edith Weyde-vel, a DTR-eljárás hasonló módszerének szabadalmaztatójával 1972-ben együtt adta ki a Photographic Silver Halide Diffusion Processes című tanulmányt.
E fotótechnikát forradalmasító találmány 40 éves évfordulójáról az egyesült AGFA-GEVAERT cég nagyszabású konferenciával emlékezett meg Antwerpenben, amelyen a szakma nemzetközi nagyságai között még köszönthették a két idős feltalálót is.

## Művei
- Un nouveau principe de l’inversion. Ľinversion transfert par diffusion (Science et Industries Photograpiques, 1942)
- Photoqraphic Silver Halide Diffusion Processes (Weyde, E. társszerzővel, London–New York, 1972).